# Medalla de campanya

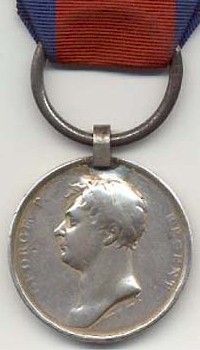
La Medalla de Waterloo

Una medalla de campanya és una condecoració militar atorgada a un membre d'una unitat militar que ha servit en una operació militar o que ha operat dins un teatre d'operacions. Les medalles de campanya són molt semblants a les medalles de servei, però comporten un estatus superior, car impliquen generalment el desplegament a l'estranger o el servei a una zona de combat.

## Històric
Les medalles de campanya van ser creades inicialment per reconèixer el servei militar a una guerra, a contrari de les condecoracions al mèrit, que són atorgades molt més acuradament per actes d'heroisme o valentia.
Va ser creades per la militaria britànica amb la medalla atorgada per la desfeta de l'Armada Invencible; amb la Medalla de Waterloo de 1815 sent la primera atorgada a tots els homes que hi van ser presents i la Medalla del Servei Militar General de 1847 seria la primera medalla de campanya "moderna".